# Le tre grazie (film)
Le tre grazie (Sally, Irene and Mary) è un film muto del 1925 diretto da Edmund Goulding e interpretato da Constance Bennett, Joan Crawford e Sally O'Neil. La sceneggiatura firmata dallo stesso Goulding si basa sul musical Sally, Irene and Mary di Eddie Dowling e Cyrus Wood, un successo di Broadway che era rimasto in cartellone dal settembre 1922 al giugno 1923. Nel 1938, la Twentieth Century Fox ne avrebbe fatto una versione sonora che, con protagoniste Alice Faye, Joan Davis e Marjorie Weaver, ebbe sempre il titolo Sally, Irene and Mary.

## Trama
A New York, Mary, una brava ragazza irlandese dell'East Side, trova lavoro come ballerina di fila in uno spettacolo di Broadway dove ha come compagne Sally e Irene. La prima si fa mantenere in un lussuoso appartamento dal ricco e dissoluto Marcus Morton che, quando conosce Mary, si innamora di lei tanto da chiederle di sposarlo. Lei dapprima lo rifiuta; ma quando il suo vecchio innamorato, l'idraulico Jimmy Dugan, mostra disgusto per la sua nuova vita, infuriata con lui, decide di accettare la proposta di Morton. Irene, intanto, persa nei suoi sogni romantici, resta crudelmente delusa da un'ennesima storia d'amore finita male con un milionario che l'ha piantata. Impulsivamente, sposa uno studente universitario, ma poco dopo il matrimonio resta uccisa in un incidente automobilistico. Scioccata dalla morte dell'amica, Mary rompe il fidanzamento con Morton, decisa a tornare da Jimmy e alla sua vita di semplice e brava ragazza.

## Produzione
Il film fu prodotto dalla MGM.

## Distribuzione
Il copyright del film, richiesto dalla Metro-Goldwyn-Mayer, fu registrato il 28 dicembre 1925 con il numero LP22168.
Distribuito dalla MGM, il film uscì nelle sale cinematografiche USA il 27 dicembre 1925 dopo essere stato presentato in prima a New York nella settimana del 6 dicembre. In Finlandia, il film fu distribuito l'11 ottobre 1926, in Portogallo - con il titolo A Lindíssima Trindade - il 16 settembre 1929. In Norvegia, uscì con i titoli De fra varieteen e Tre korpiker.
Copia del film viene conservata negli archivi dell'International Museum of Photography and Film at George Eastman House.